# Equilibrio hidrófilo-lipofílico
El balance hidrófilo-lipofílico o equilibrio hidrófilo-lipofílico, o simplemente HLB (acrónimo inglés de Hydrophilic-Lipophilic Balance), de un tensoactivo es una medida del grado en el que es hidrófilo o lipófilo, determinado mediante el cálculo de los valores para las diferentes regiones de la molécula, como describe Griffin en 1949 y 1954. Se han sugerido otros métodos, en particular en 1957 por Davies.
Griffin ideó una escala arbitraria de valores para clasificar a los tensoactivos entre lipófilos, con valores de HLB bajos (de 1-9), e hidrófilos, con valores de HLB altos (10-18). Dentro de estos grupos se encuentran otros subgrupos debido a sus propiedades físico-químicas:

## Método de Griffin
El método de Griffin para los tensioactivos no iónicos como se describe en 1954 funciona según la ecuación:
{\displaystyle HLB=20*M_{h}/M}
donde {\displaystyle M_{h}} es la masa molecular de la parte hidrófila de la molécula, y M es la masa molecular de toda la molécula, dando un resultado en una escala de 0 a 20. Un valor de HLB de 0 corresponde a una molécula hidrófoba completamente (lipófila), y un valor de 20 corresponde a una molécula completamente hidrófila (lipofóbica).
El valor HLB se puede utilizar para predecir las propiedades tensoactivas de una molécula:
- <10: liposoluble (insoluble en agua)
- > 10: hidrosoluble (insoluble en lípidos)

También permite clasificar los tensoactivos en función de sus propiedades químico-físicas:
- 1,5 a 3: agente antiespumante[1]
- 3 a 6: W / O (agua en aceite) emulsionante
- 7 a 9: humectante y agente de extensión[1]
- 13 a 15: detergente[1]
- 12 a 16: O / W (aceite en agua) emulsionante
- 15 a 18: solubilizante o hidrótropo[1]

Todos los tensioactivos tienen propiedades humectantes, dispersantes, defloculantes, detergentes, emulsificantes, suspensores y solubilizantes en algún grado, pero, en general, domina una de ellas sobre las demás, lo cual restringe el uso de cada tensoactivo para una determinada aplicación.

## Método de Davies
En 1957, Davies sugiere un método basado en el cálculo de un valor basado en los grupos químicos de la molécula. La ventaja de este método es que toma en cuenta el efecto de grupos hidrófilos fuertes y más débiles. El método funciona de la siguiente manera:
{\displaystyle HLB=\sum HLB_{grupos\;hidrofilos}-\sum HLB_{grupos\;hidrofobos}+\ 7=m*H_{h}-\ n*H_{l}+\ 7}.
Con: 
{\displaystyle m} - Número de grupos hidrófilos en la molécula
{\displaystyle H_{h}} - Valor de los grupos hidrófilos
{\displaystyle n}  - Número de grupos lipófilos en la molécula
{\displaystyle H_{l}} - Valor de los grupos lipófilos
| Grupos hidrofílicos             | Valor de los grupos hidrófilos |
| ------------------------------- | ------------------------------ |
| -SO4−Na+                        | 38.7                           |
| -COO−K+                         | 21.1                           |
| -COO−Na+                        | 9.4                            |
| N (amina terciaria)             | 9.4                            |
| Éster (anillo de sorbitano)     | 6.8                            |
| Éster (libre)                   | 2.4                            |
| -COOH                           | 2.1                            |
| hidroxilo (libre)               | 1.9                            |
| -O-                             | 1.3                            |
| Hidroxilo (anillo de sorbitano) | 0.5                            |

| Grupos lipofílicos | Valor de los grupos lipofílicos |
| ------------------ | ------------------------------- |
| -CH-               | -0.475                          |
| -CH2-              | -0.475                          |
| CH3-               | -0.475                          |
| =CH-               | -0.475                          |

## Fórmulas teóricas para calcular el HLB
El método de Griffin es complejo, por lo que él mismo elaboró una serie de ecuaciones para calcular algunos HLB que ya había calculado experimentalmente.

### Ésteres de ácidos grasos
{\displaystyle HLB=20(1-{\frac {S}{A}})}
donde S es el índice de saponificación del éster, y A el de acidez del ácido graso. Así, para el polisorbato 20 o tween 20 (monolaurato de sorbitán polietoxilado), para el que S=45,5 y  A=276 --> HLB=16,7.
Para aquellas otras sustancias en las que no se puede calcular un buen índice de saponificación (derivados de ceras de abeja, lanolina...) se emplea la fórmula siguiente:
{\displaystyle HLB={\frac {E+P}{5}}}
donde E es el tanto por ciento, en peso, de las cadenas polioxetiladas y P es el tanto por ciento, en peso, de los grupos alcohólicos polihidroxilados (glicerina, sorbitano...).

### Alcoholes grasos polietoxilados
En estos tensoactivos al tener mayoritariamente una parte polioxetilada (ya sea polietoxilados o polipropoxilados o mezclas), P se puede considerar cero, simplificándose la ecuación anterior:
{\displaystyle HLB={\frac {E}{5}}}
donde E es el tanto por ciento en peso de óxido de etileno existente en la molécula.

## Valores de HLB de algunos tensoactivos
Ordenados de menor a mayor valor de HLB, destacan los siguientes tensoactivos usados como aditivos alimentarios:
| Nombre químico                       | HLB  |
| ------------------------------------ | ---- |
| Ácido oleico                         | 1    |
| Trioleato de sorbitano (Span 85)     | 1,8  |
| Dioleato de glicerina                | 1,8  |
| Triestearato de sorbitano (Span 65)  | 2,1  |
| Monooleato de glicerina              | 3,4  |
| Monoestearato de glicerina           | 3,8  |
| Monooleato de sorbitano (Span 80)    | 4,3  |
| Monoestearato de sorbitano (Span 60) | 4,7  |
| Monolaurato de glicerina             | 5,2  |
| Monopalmitato de sorbitano (Span 40) | 6,7  |
| Monolaurato de sorbitano (Span 20)   | 8,6  |
| Polisorbato 65                       | 10,5 |
| Polisorbato 85                       | 11   |
| Polisorbato 60                       | 14,9 |
| Polisorbato 80                       | 15   |
| Polisorbato 40                       | 15,6 |
| Polisorbato 20                       | 16,7 |
| Oleato potásico                      | 20,0 |
| Lauril sulfato de sodio              | ~40  |